# De Paparazzi
De paparazzi is een Belgische stripreeks die begonnen is in juni 1996 met Raoul Cauvin als schrijver en Luc Maezelle als tekenaar.

## Albums
Alle albums zijn geschreven door Raoul Cauvin, getekend door Luc Maezelle en uitgegeven door Dupuis.
1. Met flash en flair
2. Inzoomen verboden
3. Op gespannen voet
4. Even ontspannen
5. Onze correspondenten ter plaatse
6. Sensatie op de cover
7. Voor de vuist weg
8. Hot news
9. Een scoop naar de maan!
10. Nieuws met een staartje